# Gmelina (Plantae)
Gmelina, rod korisnog drveća iz porodice medićevki (Lamiaceae). Postoji tridesetak vrsta, a najpoznatije je drvo ‘Gumari’ (G. arborea) iz Azije

## Vrste
- Gmelina arborea Roxb.
- Gmelina asiatica L.
- Gmelina australis de Kok
- Gmelina basifilum de Kok
- Gmelina chinensis Benth.
- Gmelina dalrympleana (F.Muell.) H.J.Lam
- Gmelina delavayana Dop
- Gmelina elliptica Sm.
- Gmelina evoluta (Däniker) Mabb.
- Gmelina fasciculiflora Benth.
- Gmelina hollrungii de Kok
- Gmelina lecomtei Dop
- Gmelina ledermannii H.J.Lam
- Gmelina leichardtii (F.Muell.) Benth.
- Gmelina lepidota Scheff.
- Gmelina lignum-vitreum Guillaumin
- Gmelina magnifica Mabb.
- Gmelina moluccana (Blume) Backer ex K.Heyne
- Gmelina neocaledonica S.Moore
- Gmelina palawensis H.J.Lam
- Gmelina papuana Bakh.
- Gmelina parnellii M.H.Rashid
- Gmelina peltata de Kok
- Gmelina philippensis Cham.
- Gmelina racemosa (Lour.) Merr.
- Gmelina salomonensis Bakh.
- Gmelina schlechteri H.J.Lam
- Gmelina sessilis C.T.White & W.D.Francis ex Lane-Poole
- Gmelina smithii Moldenke
- Gmelina tholicola Mabb.
- Gmelina uniflora Stapf
- Gmelina vitiensis (Seem.) A.C.Sm.

## Sinonimi
- Cumbulu Adans.
- Ephialis Sol. ex Seem.
- Gmelinia Spreng.